# Regiunea Egeeană

Situarea Regiunii Egeeană

Regiunea Egeeană (Ege Bölgesi), este una din cele 7 regiuni ale Turciei. Este situată în vestul țării, este mărginită la vest de Marea Egee (Ege Denizi), Regiunea Marmara la nord, Regiunea Mediteraniană la sus și sud-vest și de Regiunea Anatolia Centrală la est.

## Provincii

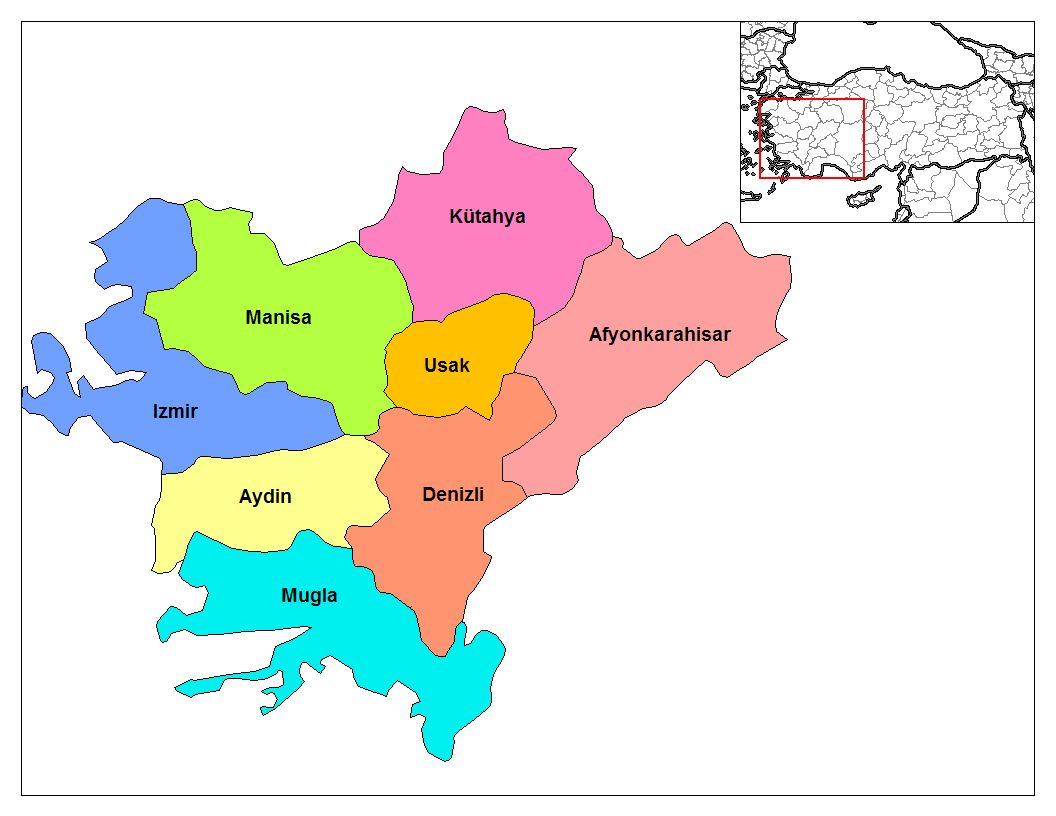
Regiunea Egeeană

- Provincia Afyonkarahisar
- Provincia Aydın
- Provincia Denizli
- Provincia İzmir
- Provincia Kütahya
- Provincia Manisa
- Provincia Muğla
- Provincia Ușak